# Villemagne-l'Argentière
Villemagne-l'Argentière är en kommun i departementet Hérault i regionen Occitanien i södra Frankrike. Kommunen ligger i kantonen Saint-Gervais-sur-Mare som tillhör arrondissementet Béziers. År 2022 hade Villemagne-l'Argentière 420 invånare.

## Befolkningsutveckling
Antalet invånare i kommunen Villemagne-l'Argentière
Referens:INSEE